# Nationalisme estonien
Le nationalisme estonien fait référence au mouvement idéologique visant à atteindre et à maintenir l'identité, l'unité, la liberté et l'indépendance au nom d'une population considérée par beaucoup ou la plupart de ses membres comme étant le peuple estonien, ayant une patrie – l'Estonie –, partageant une culture commune, ainsi que les mythes et les souvenirs ancestraux, une économie commune et des droits et devoirs juridiques communs à tous ses membres.

## L'émergence de l'identité nationale estonienne au XIXesiècle
Le nationalisme estonien apparaît dans la première moitié du XIXe siècle, en grande partie à la suite des activités du mouvement estophile de la fin du XVIIIe au début du XIXe siècle, lorsque les érudits locaux des Germano-Baltes, influencés par le siècle des Lumières, commencent à documenter et à promouvoir la culture et la langue des agriculteurs estoniens.
Le nationalisme estonien primitif se développe en un puissant mouvement populaire, et une identité nationale distincte commence à émerger au milieu du XIXe siècle à la suite du « réveil national estonien » et de l'accès croissant de la population aux journaux en langue estonienne, aux activités culturelles et à l'enseignement secondaire.
Le 24 février 1918, la république d'Estonie est proclamée et obtient son indépendance lors de la guerre d'indépendance de 1918-1920. En juin 1940, l'Estonie est envahie et occupée par l'Union soviétique, y instaurant un État totalitaire et un régime de terreur. Avec l'éclatement de la guerre entre l'Allemagne nazie et l'Union soviétique en 1941, de nombreux nationalistes en Estonie pensent avoir la possibilité de créer à nouveau un pays indépendant et collaborent avec l'administration d'occupation et les unités militaires allemandes. Cependant, le traitement allemand de la population locale met rapidement un terme à cette situation.
Les « frères de la Forêt » étaient des unités de guérilla nationalistes estoniennes qui prennent d'abord les armes contre l'Armée rouge et les autorités d'occupation soviétiques en 1941, et poursuivent leur résistance armée après la reconquête soviétique de l'Estonie en 1944. Les frères de la forêt d'Estonie conservent un rôle important et symbolique dans l'histoire estonienne et dans la quête d'indépendance de l'Estonie. Ils sont considérés comme des insurgés illégaux ou des groupes terroristes par l'historiographie de l'ancienne Union soviétique et de l'actuelle Russie.
L'idée que l'Estonie ait une identité nordique fait partie du discours nationaliste estonien.

### Révolution chantante
À partir de 1987, le nationalisme estonien émerge sous la forme de nombreuses manifestations de masse spontanées et non violentes qui conduisent finalement l'Estonie à recouvrir sa pleine indépendance en août 1991. Des manifestations similaires ont lieu en Lettonie et en Lituanie.